# Konfesionalna poezija

Konfesionalna poezija (eng. confessional poetry) pjesnički je pravac koji je nastao u Sjedinjenim Američkim Državama krajem pedesetih i početkom šezdesetih godina 20. stoljeća. Katkad se taj oblik poezije određuje kao oblik postmodernizma. Opisuje ju se kao pjesništvo osobnoga ili „ja”, usredotočuje se na trenutke krajnjega iskustva pojedinačnosti, psihu i osobne traume, kao i na tabu-teme kao što su duševna bolest, spolnost i samoubojstvo, često u odnosu s općenitim društvenim temama.
Posvećenost konfesionalnih pjesnika osobnomu iskustvu književni kritičari objašnjavaju kao pokušaj odmaka od zastrašujućih društvenih problema dvadesetoga stoljeća. Događaji poput strahota Drugoga svjetskoga rata, Hladnoga rata i egzistencijska prijetnja do koje je doveo razvoj nuklearnoga oružja otežali su raspravu o aktualnim temama i konfesionalnim pjesnicima i njihovim čitateljima. Konfesionalni pjesnici također su se suprotstavljali idealizaciji obiteljskog života pedesetih otkrivanjem nezadovoljstva prisutna u svojim domovima.
Školu „konfesionalne poezije” čini nekoliko pjesnika koji su promijenili oblik američkoga pjesništva tijekom pedesetih i šezdesetih, a među njima su Robert Lowell, Sylvia Plath, John Berryman, Anne Sexton, Allen Ginsberg i W. D. Snodgrass.

## Life Studiesi nastanak konfesionalne poezije
Godine 1959. M. L. Rosenthal prvi se poslužio riječju „konfesionalno” u recenziji pjesničke zbirke Life Studies Roberta Lowella pod imenom „Poetry as Confession”. Rosenthal je razlikovao konfesionalni pristup od ostalih oblika lirske poezije na temelju toga što se koristi tajnama, što je „nadilazilo uobičajenu povučenost i osobnu nelagodu”. Rosenthal je izjavio da je u ranijim pokušajima koji su prethodili konfesionalizmu postojala „maska” koja je skrivala „istinsko lice” pjesnika i kako „Lowell odbacuje tu masku. Njegov govornik nesumnjivo je on sam, a Life Studies teško je ne promatrati kao zbirku osobnih tajni koje su prilično sramotne i koje osoba u načelu ne otkriva ako joj je do časti”. U recenziji zbirke za časopis The Kenyon Review John Thompson napisao je: „U ovim pjesmama više ne postoji koncept društveno prihvatljivog. Uspjele su pokoriti: osvojile su veliku rasprostranjenost teritorija pjesništva.”
Međutim, u američkoj se književnosti zaokret prema konfesionalnoj poeziji počeo nazirati i prije objave Life Studiesa. Duga konfesionalna pjesma Delmorea Schwartza Genesis objavljena je 1943., a 1947. godine John Berryman napisao je niz soneta o preljubničkoj vezi sa ženom imena Chris dok je bio u braku s prvom suprugom, Eileen (međutim, budući da bi objava soneta njegovoj supruzi otkrilo tu vezu, Berryman te sonete, pod imenom Berryman's Sonnets, nije objavio do 1967., nakon što se razveo od nje). Snodgrassova pjesma Heart's Needle, u kojoj govori o posljedicama svojega razvoda, također prethodi Life Studiesu.
Ipak, Life Studies prva je zbirka konfesionalnih pjesama koja je zadobila pažnju čitateljske publike i prva je zbirka nazvana „konfesionalnom”. Među najznačajnijim su „konfesionalnim” pjesmama u zbirci pjesme na njezinu samomu kraju, u kojima Lowell aludira na svoju borbu sa psihičkom bolešću i hospitalizaciju u McLeanu, psihijatrijskoj bolnici u Massachusettsu. Plath je o utjecaju takvih pjesama iz Life Studiesa progovorila u jednom razgovoru, u kojem je izjavila: „Vrlo sam uzbuđena zbog nečega za što mislim da je novi proboj koji je došao s Life Studiesom Roberta Lowella; taj intenzivni proboj u vrlo ozbiljno, vrlo osobno, emotivno iskustvo za koje vjerujem da je djelomični tabu. Primjerice, vrlo su me zanimale pjesme Roberta Lowella koje govore o njegovom iskustvu u psihijatrijskoj bolnici.” Ipak, Al Alvarez komentirao je kako neke pjesme u Life Studiesu „iznevjeruju jer se čini da se više zanimaju za procese psihoanalize nego poezije”, a Michael Hofmann iznio je drugačiji stav – kako vidi vrijednost u Lowellovu radu, no da je umanjuje samo isticanje „onoga što bih nazvao riječi na k, 'konfesionalizma'”.
Na njegovom kolegiju o pjesništvu koji je držao krajem pedesetih na Sveučilištu u Bostonu Lowell je nadahnuo nekoliko važnijih američkih pjesnika svojom konfesionalnom tematikom. Godine 1955. zatražio je mjesto na fakultetu djelomično zbog prijedloga svojeg psihijatra, koji mu je savjetovao uspostavu rutine i ublažavanje učinaka bipolarnoga poremećaja. Lowellov je kolegij privukao nekoliko pjesnika, među kojima su bile i Anne Sexton i Sylvia Plath. Sexton mu se pridružila 1958., a rad s Lowellom pomogao joj je uspostaviti svoj pjesnički stil. Iste mu se godine pridružila i Plath. Nakon što je uočila intimne teme u Lowellovim i Sextinim pjesmama, Plath je i sama počela uvrštavati konfesionalne teme u svoju poeziju.

## Kasniji razvoj
Među ostalim ključnim tekstovima američke konfesionalne škole nalaze se Plathina zbirka Ariel, Berrymanova zbirka The Dream Songs i Sextonina zbirka To Bedlam and Part Way Back, iako se sam Berryman suprotstavio nazivu „konfesionalizam” „ljutito i prijezirno”: „Ta riječ ne znači ništa. Riječ 'confessional' za mene predstavlja mjesto na koje odlazite kako biste razgovarali sa svećenikom. Nisam se ispovjedio od dvanaeste godine”.
Još neke značajne osobe u razvoju konfesionalizma su Adrienne Rich, i Sharon Olds. Potonja pjesnikinja djelovala je tijekom osamdesetih i svjesno se bavila „konfesionalnom” tematikom – usredotočila se na seksualne tabu-teme na temelju Ginsbergovih djela.

## Prihvat
Tijekom sedamdesetih i osamdesetih određeni su se pisci usprotivili konfesionalizmu u američkoj poeziji – tvrdili su kako previše ugađa samoj sebi. Primjerice, jedan od značajnijih pjesnika pokreta duboke slike, Robert Bly, uvelike je kritizirao ono što je smatrao solipsističkim navikama konfesionalnih pjesnika. Aludirao je na to nezadovoljstvo estetikom kaad je pohvalio pjesnika Antonija Machada zbog toga što „ističe patnje drugih umjesto vlastite patnje”. Međutim, mnogi su drugi pisci tijekom toga razdoblja, kao Sharon Olds, Marie Howe i Franz Wright, bili pod snažnim utjecajem pravca konfesionalne poezije, odnosno tabu-temama autobiografskog iskustva, psihe i osobnosti, kao i otkrivenja iz djetinjstva i trauma u odrasloj dobi.
Životopisci konfesionalnih pjesnika primijetili su kako dijele želju za slavom. Kao što je popularna kultura pedesetih doživjela oblik proliferacije, konfesionalni su pjesnici svojim čitateljima nudili detaljan uvid u osobu autora, zbog čega su ti pjesnici više postali „zvijezde” nego privatni autori. Zbog značajne pozornosti posvećene konfesionalnim pjesnicima, kao i njihove želje za takvim priznanjem, konfesionalnu poeziju katkad se smatra dijelom kulture poznatih osoba.
Pjesnički pokret novoga formalizma, povratak rimi i metru, nastao je kao reakcija na slobodni stih koji je postao popularan u konfesionalnoj poeziji. Još jedan pokret koji je djelomično nastao kao reakcija na konfesionalnu poeziju jest pokret pjesnika jezika.